# 城星凜
城 星凜（きずき せり、1994年12月12日 - ）は、日本の元AV女優。2018年より星セリ名義も使用する。

## 略歴・人物
- 2016年9月、アダルトビデオメーカー・ダスッ!の専属女優としてデビュー。サオありタマなしのニューハーフAV女優。所属事務所はエベレスト。

- 日本人の父親と韓国とロシアのハーフの母親との間に生まれる。小学3年の時に自分の性への違和感を感じ、小学5年で同級生の男の子に恋をしたことで自分が女性であると確信。中学からは周りの理解もあってセーラー服を着用していた[2]。

- AV出演のきっかけは、25歳までにサオを除去するつもりだが、サオがある自分も自分なので、その姿を残したいと考えたから[3]、AV出演は、サオを除去するまでの1年限定で、2017年9月1日『天然美少女ニューハーフ 城星凜 引退』（ダスッ）でAV引退。
- 2018年8月25日『復活。天然美少女ニューハーフ 人生で一度きりのレズセックス 星セリ 椎名そら』（ダスッ）でAV再デビュー。働いていたクラブで椎名と出会い口説かれたことを理由としている。同作で初めて女性との性交を経験[4]し、同年中に引退。

## 出演作品

### アダルトビデオ
2016年
- 天然美少女ニューハーフ（9月25日、ダスッ!）
- 絶頂竿付きランジェリーノ（12月1日、ダスッ!）

2017年
- 美少女ニューハーフとイチャラブ新婚性活（2月7日、ダスッ!）
- ぎゅっと抱きしめたくなる男の娘コスプレイヤー（3月7日、ダスッ!）
- ニューハーフ勃起選考委員会。この娘のちん長、何cm?SP（4月13日、ダスッ!）
- 夢の2大共演。絶世の美少女NHハーレム（5月13日、ダスッ!）
- 夫の目の前でしゃぶられて（6月13日、ダスッ!）
- 天然美少女ニューハーフ 城星凜 引退（9月1日、ダスッ!）※AV OPEN 2017 マニア部門3位
- キャットラバーズ（9月19日、ダスッ!）

2018年
- 復活。天然美少女ニューハーフ 人生で一度きりのレズセックス 星セリ 椎名そら（8月25日、ダスッ!）
- 密着。ニューハーフクィーン 星セリ（9月25日、ダスッ!）
- 土下座で頼んでみた 学校編（10月13日、無垢）
- おちんちん、ポロリ。星セリ（10月25日、ダスッ!）
- 最後はマブダチとレズることを決めてました。引退 星セリ 月島アンナ（11月23日、ダスッ!）

### VR
- VR 貴方だけを見つめる天然美少女ニューハーフ（2017年8月1日、ダスッ!）